# Bruno Vicino
Bruno Vicino (Villorba, 7 september 1952) is een Italiaans voormalig wielrenner en ploegleider.

## Carrière
Vicino won in 1973 een etappe in de Baby Giro, een etappe in de Ronde van Polen en het Italiaans kampioenschap voor amateurs voor hij in september van dat jaar prof werd. Als prof wist hij twee keer een tweede plaats te behalen in een etappe in de Ronde van Italië maar hij wist geen wegwedstrijd te winnen.
Zijn grootste successen behaalde Vicino in het baanwielrennen. Hij werd in 1983, 1985 en 1986 wereldkampioen stayeren.
Viciono beëindigde zijn carrière in 1987 waarna hij als ploegleider aan de slag ging bij verschillende ploegen waaronder Mercatone Uno, Saeco, Lampre en UAE Team Emirates.

## Palmares

### Wegwielrennen
1973
8e etappe Baby Giro
3e etappe Ronde van Polen
 Italiaans kampioenschap op de weg, amateurs

### Baanwielrennen
1977
 Italiaans kampioenschap baanwielrennen, stayeren
1978
 Italiaans kampioenschap baanwielrennen, stayeren
1979
 Italiaans kampioenschap baanwielrennen, stayeren
1980
 Italiaans kampioenschap baanwielrennen, stayeren
 Wereldkampioenschap baanwielrenen, stayeren
1981
 Italiaans kampioenschap baanwielrennen, stayeren
 Wereldkampioenschap baanwielrenen, stayeren
1982
 Italiaans kampioenschap baanwielrennen, stayeren
 Wereldkampioenschap baanwielrennen, stayeren
1983
 Italiaans kampioenschap baanwielrennen, stayeren
 Italiaans kampioenschap baanwielrennen, koppelkoers
 Wereldkampioenschap baanwielrennen, stayeren
 Europees kampioenschap baanwielrennen, stayeren
1984
 Italiaans kampioenschap baanwielrennen, stayeren
1985
 Italiaans kampioenschap baanwielrennen, stayeren
 Wereldkampioenschap baanwielrennen, stayeren
 Europees kampioenschap baanwielrennen, stayeren
1986
 Italiaans kampioenschap baanwielrennen, stayeren
 Wereldkampioenschap baanwielrennen, stayeren
2e Zesdaagse van Madrid
Wielerploegen van Bruno Vicino
Blockx ·
Bogaert ·
Boonen ·
Devos ·
Govaerts ·
E. Gysemans ·
J. Gysemans ·
den Hertog ·
Jacques ·
Eddy Planckaert ·
Walter Planckaert ·
Willy Planckaert ·
Rompelberg ·
Schoonjans ·
Schurgers ·
Van Den Eynde ·
Van Looy ·

Verstraeten ·
Vicino
Beccia ·
A. Bevilacqua ·
L. Bevilacqua ·
Bruggmann ·
da Silva ·
Dill-Bundi · 
Mantovani ·
Milani · 
Polončič ·
Vicino ·
Volpi
Allocchio ·
Beccia ·
Bevilacqua ·
Bruggmann ·
Condolo ·
da Silva ·
Dill-Bundi · 
Ferraro ·
Longo ·
Milani ·
Pagnin ·
Piccolo ·
Vicino ·
Volpi
Allocchio ·
Beccia ·
Bincoletto ·
Čerin ·
Condolo ·
A. da Silva (tot 12/08) ·
F. da Silva (tot 15/08) ·
Dill-Bundi · 
Ferraro ·
Furlan ·
Longo ·
Pagnin ·
Piccolo ·
Vicino ·
Zanatta